# Peter Linehan
Peter A. Linehan (Londres, 11 de juliol de 1943 - Cambridge, 9 de juliol de 2020) fou un escriptor, historiador, medievalista i hispanista britànic.
El seu camp de treball se centrà en el període de l'Edad Mitjana a Espanya i Portugal.
Comença la seva formació en 1961 al St. John’s College, de la Universitat de Cambridge. Fou fellow de St John's College des de 1996, acadèmic de número de la British Academy i de la Royal Historical Society, i membre corresponent de la Reial Acadèmia de la Història. Linehan impartí classes d'Història Medieval a la Universitat de Cambridge, i fou degà del St John’s College. Les seves àrees d'investigació aborden la història de l'Església medieval, en particular a Espanya i Portugal. És autor de prop d'un centenar d'articles i llibres com The Ladies of Zamora (1997), i The Medieval World (2001), The Mozarabic Cardinal: the Life and Times of Gonzalo Pérez Gudiel (2004) i Spain, 1157-1300: a partible Inheritance (2008), entre altres obres destacades.
L'any 2018 la Universitat Autònoma de Madrid l'investí 'doctor honoris causa'.
Linehan va morir a Cambridge el juliol del 2020 a causa d'un problema cardíac.